# Ahmad Alenemeh
Seyed Ahmad Alenemeh (persisch احمد آل نعمه; geboren 20. Oktober 1982 in Ahvaz) ist ein ehemaliger iranischer Fußballspieler und heutiger Trainer.

## Karriere

### Spieler

#### Klub
Er begann seine Karriere beim Foolad FC und wechselte zur Saison 2003/04 von der dortigen U21 in die erste Mannschaft des Nirooye Zamini FC. Eine Saison später folgte dann sein Wechsel zu Esteghlal Ahvaz, wo er für drei Jahre verblieb. Zur Saison 2007/08 kehrte er wieder zum Foolad FC zurück und spielte somit hier auch erstmals über die nächsten beiden Spielzeiten in der ersten Mannschaft. Anschließend stand er jeweils nacheinander eine Saison beim Sepahan FC, dem Shahin Bushehr FC, Tractor Sazi Täbris und Naft Teheran unter Vertrag. Nach dem Ende bei Naft kehrte er für den Rest des Jahres 2014 zu Tractor Sazi zurück und spielte anschließend die Saison beim Foolad FC zu Ende. Im September 2015 stand er dann aber erst einmal ohne Vertrag da.
Erst im Januar 2016 fand er mit dem Padideh FC einen neuen Klub, bei dem er einen Vertrag bis zum Ende der laufenden Spielzeit bekam. Danach spielte er noch einmal zwei Runden bei Naft Teheran, bevor er zum Esteghlal Khuzestan FC, seiner letzten Station, wechselte. Hier beendete er nach der Saison 2019/20 seine Karriere als Spieler.

#### Nationalmannschaft
Sein Debüt für die iranische A-Nationalmannschaft hatte er bereits am 22. Juni 2007 bei einem 1:0-Halbfinalsieg über Jordanien, während der Westasienmeisterschaft 2007. Beim laufenden Turnier kam er dann noch später im Finale zum Einsatz. Auch bei dem Turnier im nächsten Jahr war er Teil des Kaders und bekam Spielzeit. Danach kam er erst einmal nicht mehr zum Einsatz.
Erst im März 2014 kam er wieder in Freundschaftsspielen und einem Qualifikationsspiel zur Asienmeisterschaft 2015 zum Einsatz. Sein letztes Spiel war so ein 1:1 gegen Angola. Zwar wurde er dann für den Kader bei der Weltmeisterschaft 2014 nominiert, erhielt jedoch dort keinen Einsatz.

### Trainer
Bereits in seiner Zeit bei Naft Teheran agierte er in einer Partie als Spielertrainer. Von Mai bis Juli 2021 war er zudem noch Co-Trainer von Esteghlal Khuzestan.